# Mater lectionis
De mater lectionis of leesmoeder is de eerste methode die in het Hebreeuws en sommige andere Semitische talen gebruikt werd om klinkers aan te duiden. Vóór het gebruik van deze methode bestond alleen  de mogelijkheid medeklinkers op te schrijven. Een leesmoeder is een medeklinkerteken dat gebruikt wordt om ruwweg aan te geven dat daar een bepaalde klinker moet worden gelezen. 
Het Hebreeuws gebruikt hiervoor de medeklinkers: 
- de ה (hee) voor een ā, e of ē, soms ook ō - לאה Lē'ā.
- de ו (waw) voor een u of ō - יואל Jō'ēl en ברוך Bārūch.
- de י (jod) voor een e, ē of i - דויד Dāwīd.
- de א (alef) voor alle lange klinkerklanken - פארן Pārān en מלא Millō.

Het Arabisch gebruikt:
- de waw,
- de ya,
- de alif
- de ta marbuta